# Державна академія мистецтв Карлсруе
Державна Академія мистецтв Карлсруе (нім. Staatliche Akademie der Bildenden Künste Karlsruhe) — один з німецьких вищих навчальних закладів образотворчого мистецтва. Перебуває у віданні Міністерства науки, досліджень і мистецтв землі Баден-Вюртемберг.

## Історія створення
У 1854 році принцом-регентом, який став згодом Великим князем Фрідріхом I, була заснована Баденська художня Школа Великого князя. Першим директором був призначений художник-пейзажист з Дюссельдорфа Йоганн Вільгельм Ширмер. Як педагог і реформатор з адміністративними навичками, він розробив програми підвищення кваліфікації для Художньої школи Великого Герцога. Історичним був внесок таких художників, як Карл Фрідріх Лессінг, Ханс Тома, а після Другої світової війни, Еріх Хекель, який, серед іншого, працював викладачем. Державна художня школа Бадена набула особливого значення у 1920 роках. Відомі художники цієї епохи, такі як Рудольф Дішінгер, Август Баббекгер, Карл Хуббух, Георг Шольц, і Вільям Шнарренбергер вже в середині 1933 року без попереднього повідомлення були звільнені з посад викладачів і їхні твори були оголошені «мистецтвом виродження». Після 1942 року повітряні нальоти армій союзників зруйнували більшу частину будівлі Академії і навчання в той період було досить обмеженим, але в 1944 році почало відновлюватися. У зимовому семестрі 1947/48 відбулося нове відкриття колишньої «Академії мистецтв Бадена». З 1956 року Академія також має представництво у Фрайбурзі. У 1961 році стала «Державною академією мистецтв Карлсруе» і набула статусу Вищого навчального закладу. У той же час була реформована: викладання зосереджено на образотворчому мистецтві (живописі, скульптурі, графіці).

## Лекції
Протягом багатьох років Академія мистецтв Карлсруе, вважалася в першу чергу академією живопису. Неоекспресіонізм 1980-х років представлені іменами Георга Базеліца і Маркуса Люперца. Сьогоднішня навчальна програма включає гуманітарні науки, такі як уроки живопису і графіки, скульптури і малювання. Майстерність викладачів знаходиться на найвищому рівні підготовки. Проводяться різні семінари по літографії, шовкографії, офорту, каменю, металу і гіпсу. Підготовка 300 студентів проходить в загальних класах. Теоретичні курси з історії мистецтв і дидактики, а також гостьові лекції доповнені практичними заняттями.

## Розташування
Класи та аудиторії розташовані в трьох різних місцях міста Карлсруе. Головна будівля знаходиться в міському районі Вестштадт на Райнхольд-Франк-штрассе, 67. Сад скульптур можна побачити на вулиці Бісмарка. Скляний замок розташований на околиці. Бібліотеки та адміністрація Академії знаходяться в будинку недалеко від головної будівлі. Крім того, Державна Академія мистецтв Карлсруе має філію у Фрайбурзі .